# 烏羽玉
烏羽玉（學名：Lophophora williamsii），又稱作威廉斯氏仙人球，俗稱無刺的仙人掌，是一種細小及無刺的仙人掌。它們原產於美國德克薩斯州西南部至墨西哥，主要在奇瓦瓦沙漠、塔毛利帕斯州及聖路易斯波托西州生長。
烏羽玉及其同屬的銀冠玉均含有精神生物鹼，如麥司卡林（三甲氧苯乙胺）等，會使人產生幻覺。故被用在宗教致幻劑及多種宗教超越上，包括冥想及迷幻藥治療法等。美國原住民很久以前就已經使用烏羽玉屬作為儀式及醫藥用途。食用過多會危害生命。
烏羽玉於3月至5月間開花，有時會開至9月。其花朵是粉紅色的，花葯有趨觸性。

## 特徵

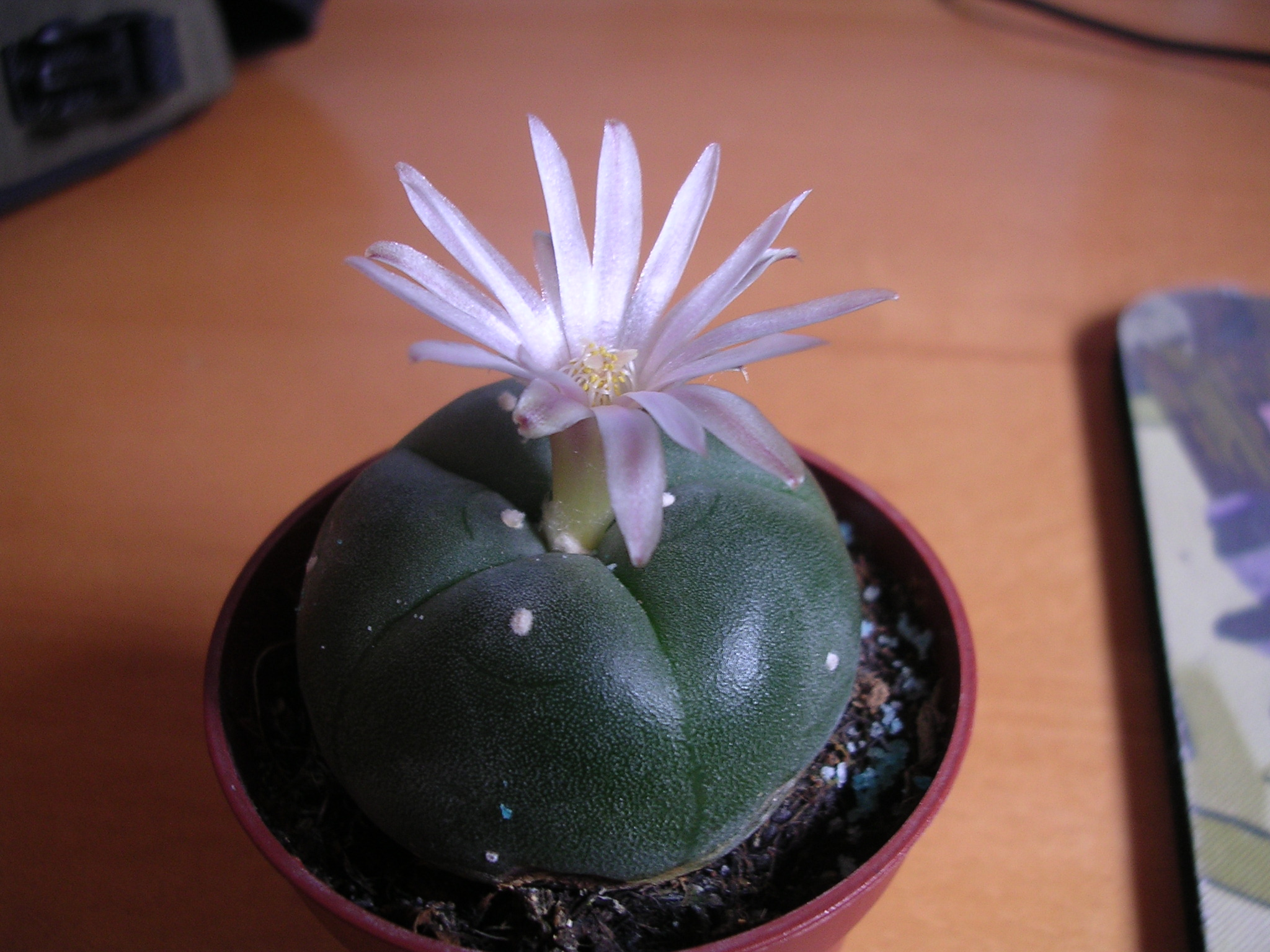
長有花朵的烏羽玉。

烏羽玉有時會開花，其花朵細小及呈粉紅色。種子細小及呈黑色，需要炎熱及潮濕的環境來發芽。烏羽玉有多種苯乙胺生物鹼，當中最主要的是麥司卡林。新鮮烏羽玉內含有約0.4%的麥司卡林，而乾烏羽玉則有3-6%。它們的生長率極低。培植標本生長得較快，有時只需3年時間就可以由種子長成開花。若將烏羽玉嫁接到其他種類的仙人掌會大大加速生長時間。
烏羽玉的冠部會長出地面，呈盤狀。若適當的處理，根頂部會形成癒傷組織，並令根部不會腐爛。若收割不宜，整棵烏羽玉都會死掉。烏羽玉在德克薩斯州南部能在野外生長，但因過度收割而被州政府列為瀕危物種。烏羽玉的食法可以直接咀嚼冠部，或是將冠部加水煮沸製成茶。烏羽玉極苦，大部份人都會先覺得噁心才產生精神作用。

## 分佈及棲息地
烏羽玉原產於北美洲南部，主要在美國德克薩斯州，墨西哥奇瓦瓦州、科阿韋拉州、新萊昂州及塔毛利帕斯州。它們主要在海拔100-1500米生長，間中會在奇瓦瓦沙漠高達1900米處生長，也會在塔毛利帕斯州較溫和氣候的地區生長。其生長地主要是沙漠叢林，大部份接近石灰山。

## 用途

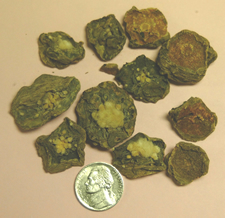
烏羽玉乾片。

麥司卡林的化學式。

麥司卡林的劑量一般爲200-400毫克，即為10-20克的烏羽玉乾片。不過各株的效力也有不同，故單憑乾片數量很難確定麥司卡林的份量。其效用可以維持約10-12小時。烏羽玉被指可以觸發形而上學及靈性的深層內省及頓悟，有時會出現視覺或聽覺聯覺。
除了精神效用外，美洲原住民也會用烏羽玉在醫藥用途上。他們會用烏羽玉來治療牙痛、分娩疼痛、發熱、胸痛、皮膚病、風濕、糖尿病、感冒及失明。美國藥房標示烏羽玉可以治療神經衰弱、歇斯底里及哮喘。烏羽玉抽取物具有抑制微生物作用。烏羽玉亦含有具抗菌功效的大麥芽鹼，可以對抗18種青黴素抗藥性的金黃色葡萄球菌菌株、幾種其他細菌及一種真菌。

## 歷史
美洲西南部歐沙拉傳統（Oshara Tradition）的人早於古風時期（Archaic period）中期就有使用烏羽玉。在德克薩斯州發現的兩個烏羽玉標本就發現是屬於史前3780-3660年。這兩個標本的生物鹼抽取物就約有2%的麥司卡林，估計美洲原住民於最少5500年前就已經有使用烏羽玉。在墨西哥科阿韋拉州的洞穴發現的烏羽玉標本就屬於公元810-1070年。
紀錄最早使用烏羽玉的美洲原住民有墨西哥北部的惠考爾（Huichol）及其他奧克拉荷馬州及德克薩斯州部族。在阿薩巴斯卡語系的部族也有使用烏羽玉。通卡瓦人（Tonkawa）、梅斯卡勒羅人（Mescalero）及里本阿帕切族（Lipan Apache）是墨西哥北部最早信奉烏羽玉的部族。他們也是主要將烏羽玉引入到新來部落（如科曼奇（Comanche）及凱厄瓦（Kiowa））的部族。最早在宗教、慶典及治療上使用烏羽玉的證據要追溯至超過2000年前。
美洲北部的原住民於19世紀就開始在宗教上使用烏羽玉。他們稱烏羽玉為「聖藥」，用來治療精神、身體及社會疾病。美國政府於1880年代至1930年代禁止進行使用烏羽玉的宗教儀式。美國西南部的納瓦霍族也只是於20世紀初才有使用烏羽玉。他們傳統上並沒有使用烏羽玉，直至毗鄰的猶特族（Ute）引入了烏羽玉。
約翰‧布睿格（Dr. John Raleigh Briggs）是最先將烏羽玉帶到西方的科學世界。海弗特爾（Arthur Heffter）於1897年進行了烏羽玉效用的實驗。挪威的拉姆霍爾茲（Carl Sofus Lumholtz）就墨西哥原住民使用烏羽玉進行了研究，發現於美國內戰期間，德州遊騎兵師（Texas Rangers）會將烏羽玉浸水來吃。

## 外部連結
- Peyote Way Church of God （页面存档备份，存于）
- Botany of Peyote （页面存档备份，存于）
- Peyote Won't Rot Your Brain （页面存档备份，存于）
- Alcohol and Drugs History Society （页面存档备份，存于）
- The Vaults of Erowid: Peyote （页面存档备份，存于）
- USDA （页面存档备份，存于）